# Contea di Xiuning
La contea di Xiuning (休宁县S, Xiūníng XiànP) è una contea della Cina, situata nella provincia dell'Anhui.